# Букова поляна
Бу̀кова поляна е село в Южна България, община Мадан, област Смолян.

## География
| Население по години | Население по години |
| ------------------- | ------------------- |
| 1934 г.             | 137 души            |
| 1946 г.             | 321 души            |
| 1956 г.             | 373 души            |
| 1975 г.             | 502 души            |
| 1985 г.             | 537 души            |
| 1992 г.             | 553 души            |
| 2001 г.             | 518 души            |
| 2011 г.             | 435 души            |
| 2019 г.             | 361 души            |

Село Букова поляна се намира в Западните Родопи, в крайните северозападни разклонения на Жълти дял, на около 25 km изток-югоизточно от град Смолян, 6 km североизточно от град Мадан, около километър от течащата северно от него река Арда и 2 км от намиращото се отвъд реката село Цирка.
Надморската височина при джамията е около 830 м, а пред сградата на кметството – около 815 м.
Източно от село Букова поляна се намира микроязовир „Букова поляна“ с площ около 0,3 ha.
При преброяването на населението към 1 февруари 2011 г., от обща численост 435 лица, за 334 лица е посочена принадлежност към българска етническа група, за 6 – към турска, за 7 – към други, за 26 – не се самоопределят и за 62 не е даден отговор.

## История
Село Буковска поляна е заселено през 1926 г. Към 1934 г. се състои от махалите Джаровци и Колибите. Преименувано е от Буковска поляна на Букова поляна през 1959 г.

## Обществени институции
Село Букова поляна към 2020 г. е център на кметство Букова поляна.
В селото към 2020 г. има основно училище „Христо Ботев“ и джамия.

## Културни и природни забележителности
Букова поляна към 2009 г. е единственото село с хеликоптерна площадка в община Мадан. На около километър източно от селото, на левия приток на река Арда Буковско (дере), има стар каменен мост.